# Escuela del deporte
Escuela del deporte fue un programa de televisión español de temática deportiva que se pudo ver de forma semanal en La 2 de TVE entre 1999 y 2005. Estaba dirigido por Bernardino Lombao y producido por CDP.

## Formato
El espacio tenía como objetivo fomentar el deporte de base y por lo general, cada programa estaba dedicado a una modalidad deportiva concreta, de la que se realizaban retransmisiones de competiciones y reportajes. Contaba con una duración de unos 60 minutos y se emitía de forma semanal.

## Historia del programa
Comenzó a emitirse el 23 de octubre de 1999, siendo presentado en un principio por Esther Palleja y Jordi Pons. El 5 de febrero de 2000 empezaron a presentarlo Carlos Beltrán y la exgimnasta campeona olímpica Estela Giménez. En 2001, Sandra Daviú se unió al plantel de presentadores. Se llegaron a emitir unos 240 programas a lo largo de sus seis años de historia.